# El Limoncito
El Limoncito es una localidad del municipio de Reforma ubicado en el noroeste del estado mexicano de Chiapas.

## Geografía
La localidad de El Limoncito se sitúa en las coordenadas geográficas 17°52′54″N 93°19′54″O / 17.881667, -93.331667, a una elevación de 30 metros sobre el nivel del mar.

## Demografía
Según el Conteo de Población y Vivienda 2020, efectuado por el Instituto Nacional de Estadística y Geografía, la localidad de El Limoncito tiene 617 habitantes, de los cuales 316 son del sexo masculino y 301 del sexo femenino. Su tasa de fecundidad es de 3.01 hijos por mujer y tiene 163 viviendas particulares habitadas.
| Gráfica de evolución demográfica de El Limoncito entre 1990 y 2020 |
|                                                                    |
| INEGI.                                                             |